# Cable Beach
Cable Beach är en strand i Australien. Den ligger i kommunen Broome och delstaten Western Australia, omkring 1 700 kilometer norr om delstatshuvudstaden Perth.
Runt Cable Beach är det i huvudsak tätbebyggt. Trakten runt Cable Beach är nära nog obefolkad, med mindre än två invånare per kvadratkilometer. Savannklimat råder i trakten. Genomsnittlig årsnederbörd är 1 026 millimeter. Den regnigaste månaden är januari, med i genomsnitt 303 mm nederbörd, och den torraste är augusti, med 2 mm nederbörd.